# Molalatau
Molalatau è un villaggio del Botswana situato nel distretto Centrale, sottodistretto di Bobonong. Il villaggio, secondo il censimento del 2011, conta 2.396 abitanti.

## Località
Nel territorio del villaggio sono presenti le seguenti 19 località:
- Dikgatlhong/Motloutse di 51 abitanti,
- Lekgolwe di 124 abitanti,
- Maekoane di 62 abitanti,
- Makwale di 17 abitanti,
- Mhadane di 46 abitanti,
- Mhawaneng di 63 abitanti,
- Mmabasetsana di 9 abitanti,
- Mokakatedi di 19 abitanti,
- Molalatawana di 10 abitanti,
- Pepe di 11 abitanti,
- Pepe Lands di 2 abitanti,
- Rankwate di 7 abitanti,
- Seboo di 31 abitanti,
- Semaroba di 4 abitanti,
- Sematheane/Masokong di 46 abitanti,
- Sengakane di 30 abitanti,
- Sheishanke di 16 abitanti,
- Thune di 140 abitanti,
- Thuni-Maekoane di 23 abitanti